# 图纹白尼参
图纹白尼参（学名：Bohadschia marmorata）为海参科白尼参属的动物，俗名白尼参、白鱼、沙鱼。分布于印度-西太平洋区域以及中国大陆的海南岛、西沙群岛等地，常栖息于珊瑚礁区域的沙底。该物种的模式产地在印度尼西亚。
其种加词“marmorata”意为“大理石纹的”。